# Volkswagen Auto 2000

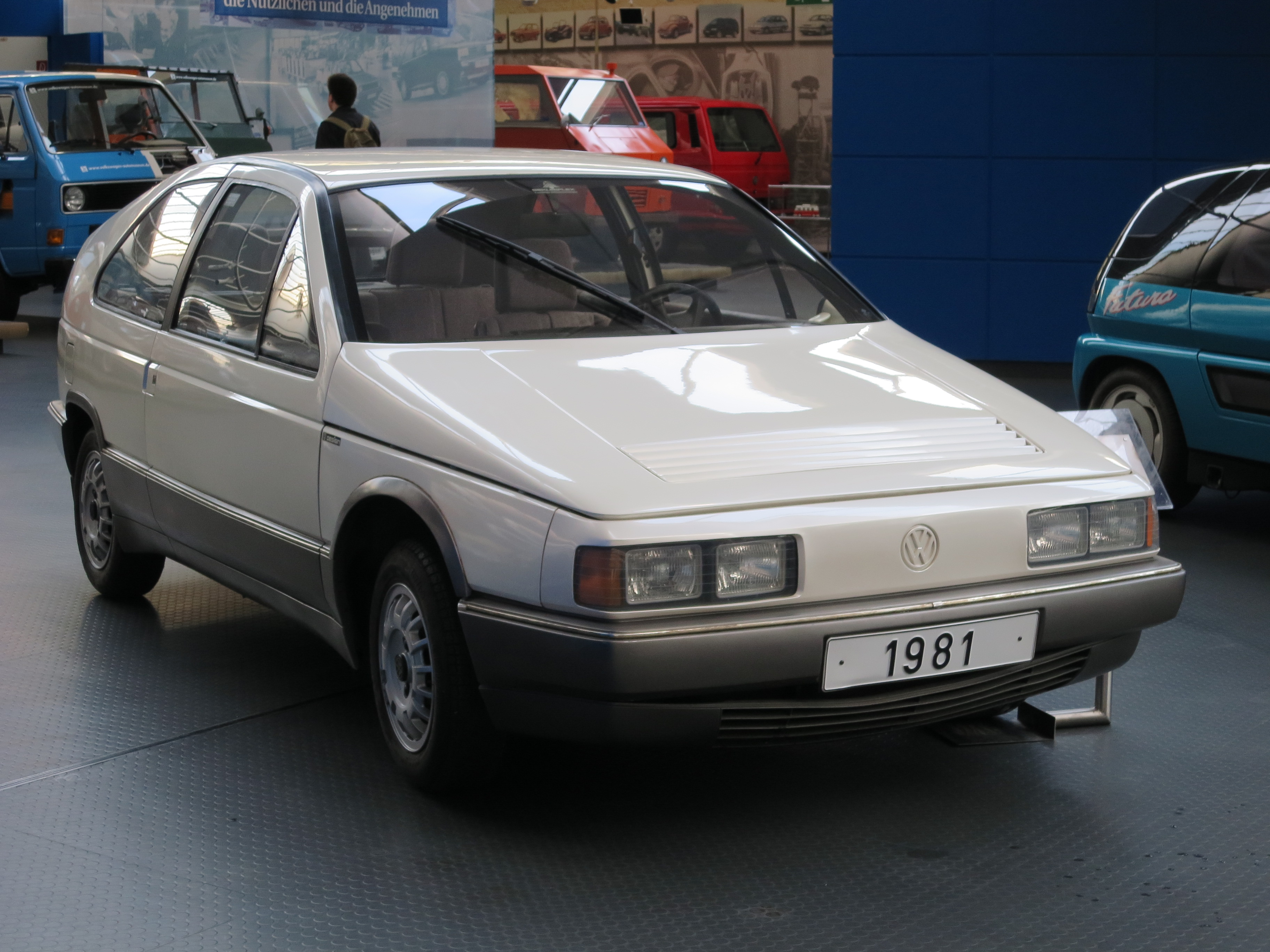
Fronten på Volkswagen Auto 2000

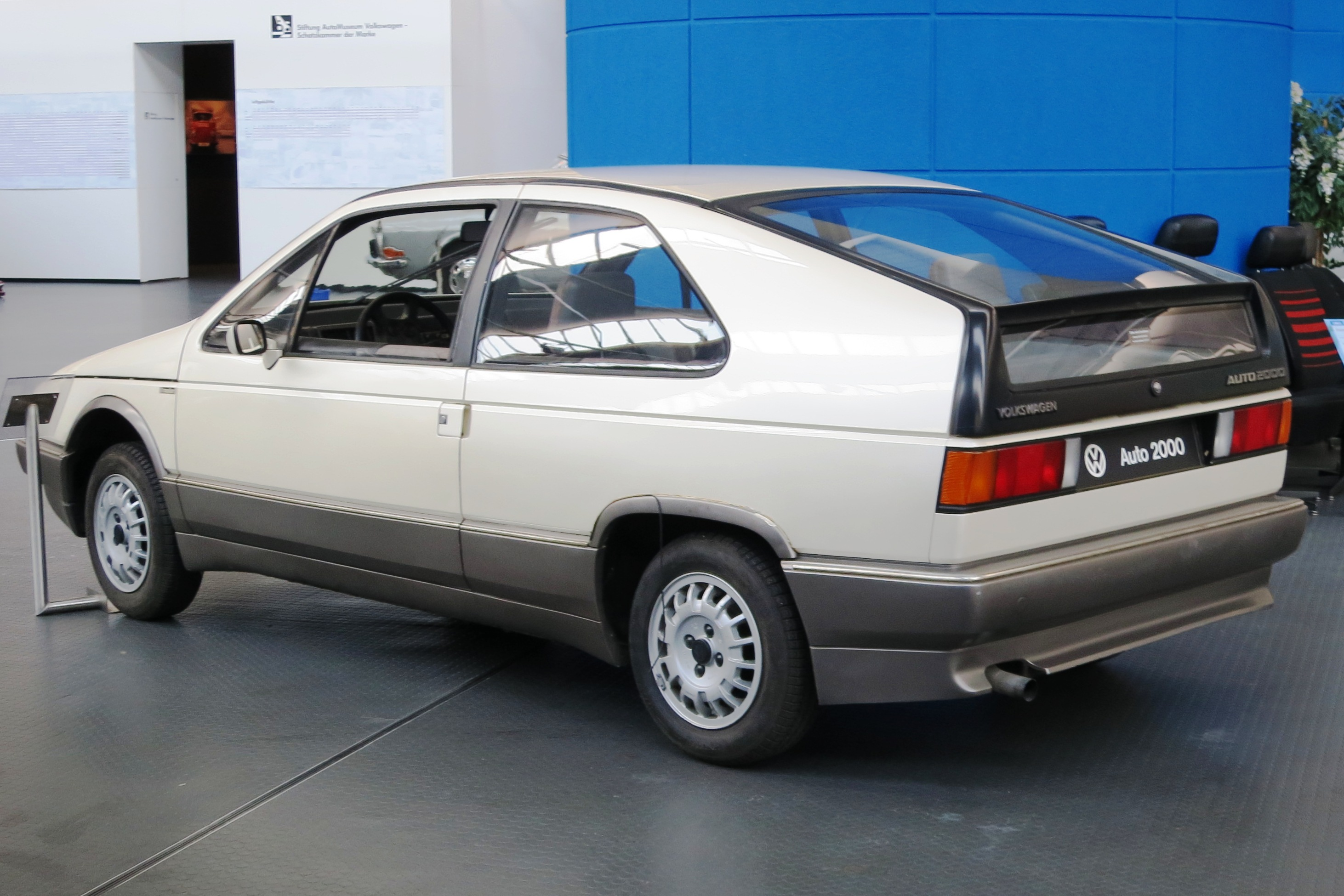
Volkswagen Auto 2000 bakifrån

Volkswagen Auto 2000 är experimentbil som visades första gången på bilutställningen i Frankfurt am Main 1981.
Karosseriformen är bestämd av aerodynamiska grunder, cw-värde 0,25.
Fronten är väldigt lik den som kom på VW Passat 1987.
Som drivaggregat hade valts en 3-cylindrig dieselmotor. Med hjälp av styrelektronik var det möjligt att få en Start/Stopp automatik. Med hjälp av en speciell koppling stoppade motorn vid skjut (nedförsbacke etc.] eller tomgångsdrift. När föraren gav gas så startade motorn med hjälp av ett svänghjul. Detta förfarande minskade den totala bränsleförbrukningen för den redan snåla motorn.
Förbrukningssiffror: Konstant 90 km/t, 3,3 liter/100 km. Vid 120 km/t 4,9 l/100 km.